# Білокриниця (Підгаєцька міська громада)

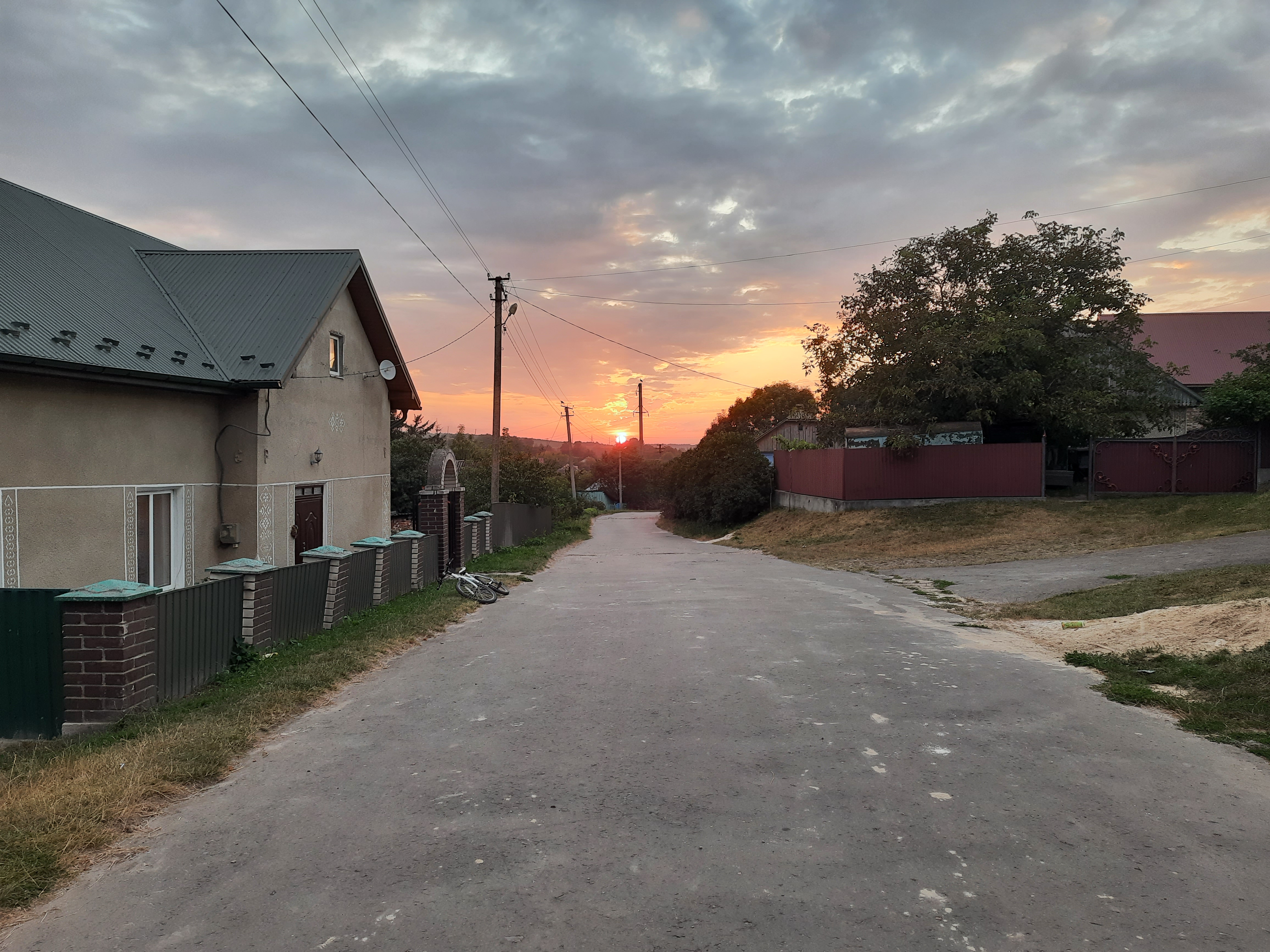
Сільська вулиця

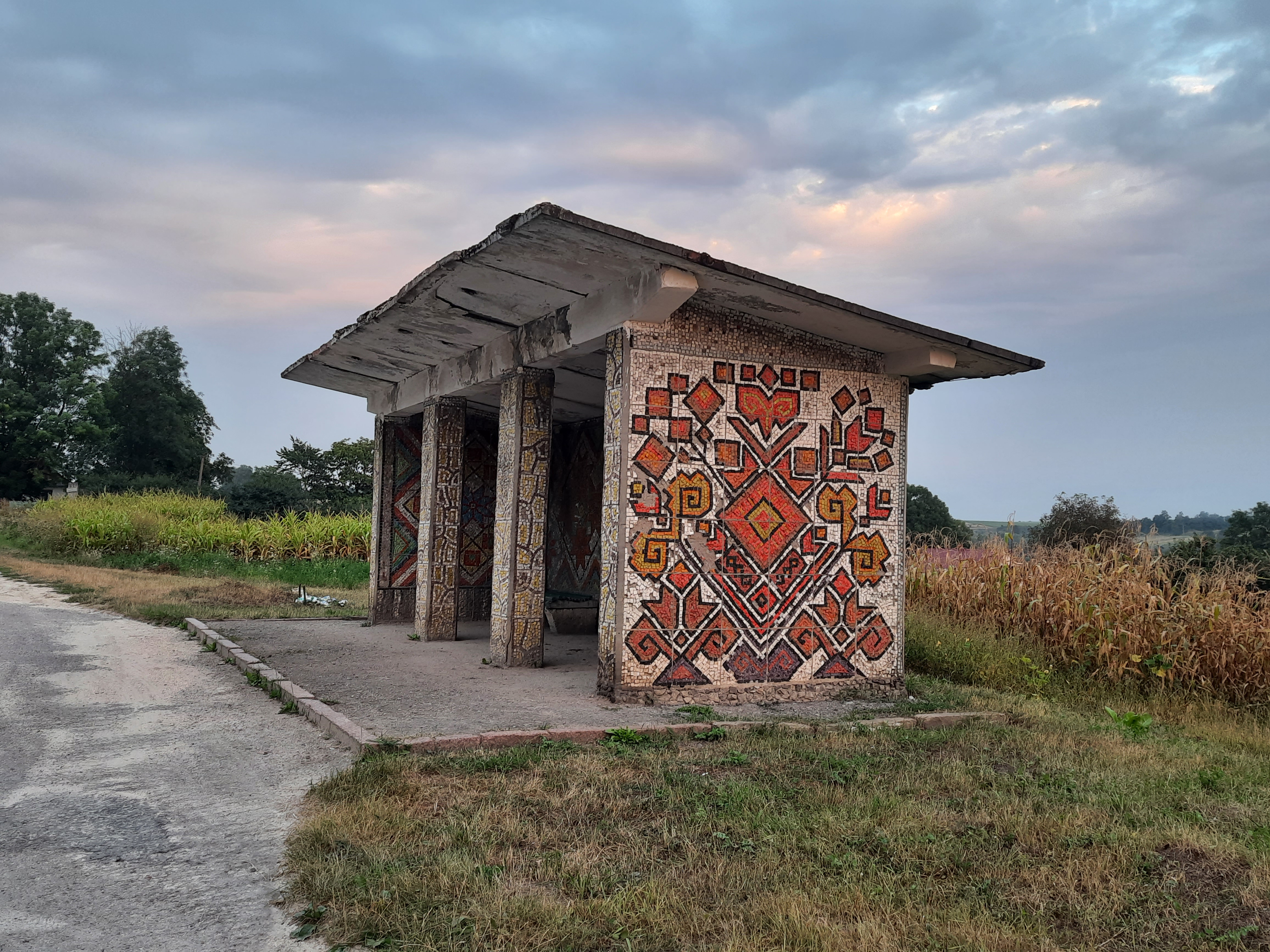
Автобусна зупинка біля села

Білокрини́ця — село Підгаєцької міської громади, Тернопільського району, Тернопільської області. До 1990 року належало до Бережанського району. Поштове відділення — Новосілківське. Адміністративний центр колишньої Білокриницької сільради. 
Населення — 603 особи (2003).

## Географія

Бетонна плита при в'їзді в село, на якій зазначена дата першої згадки про Білокриницю — 1490 рік

Розташоване на березі річки Коропець у західній частині району, за 7 км від центру громади - міста Підгайці, і 36 км від найближчої залізничної станції Потутори.
У селі є 12 джерел.

## Історія
Згадується 2 січня 1447 року в книгах галицького суду. Відтак є писемна згадка від 1490 року. При селі були хутори Поплави та Мазурський.
За Австро-Угорщини і Польщі функціонувала чотирикласна школа.
- - 1787  в селі було 780 жителів, 130 дворів;
  - 1900 – 292 двори, 1722 жителі;
  - 1910 – 1896 жителів;
  - 1921 – 358 дворів, 1906 жителів;
  - 1931 – 429 дворів, 2023 жителі;
  - 1935 – 1816 жителів: 1296 поляків, 504 українці, 16 євреїв.  1866 р. в селі було збудовано дерев’яну церкву, яка згоріла 1935 р.
- Діяли філії українських товариств “Просвіта” (1906  р.), “Сільський господар”, “Рідна школа” та  6 польських громадських об’єднань.
- До 1939 р. у селі були фільварок (1096 морґів поля; власник – Юліуш Роттенберґ), ґуральня, три млини, дві молочарні (польська й українська), ощадно-позичкова каса, каса Стефчика, реміза (пожежна служба), 9 крамниць, 9 кузень, 13 ткачів, 3 олійниці, громадська толока (40 морґів поля).
- Від 5 липня 1941 р. до 21 липня 1944 р. – під німець-кою окупацією; нацисти вивезли на примусові роботи до  Німеччини 106 осіб. У роки німецької окупації в селі діяла польська підпільна організація Армії Крайової (керівник – Франко Красновський).  На фронтах німецько-радянської світової війни:
  - загинули —  Казимир Гайдук (1908 р. н.), Іван Гбур (1923 р. н.), Онуфрій Медюх (1908 р. н.), Іван Полиняк (1903 р. н.), Василь Сорока (1907 р. н.);
  - пропали безвісти – Панько Прачук (1910 р. н.), Іван Ружницький (1904 р. н.), Михайло Сигільницький (1918 р. н.), Микита Стояк (1906 р. н.), Михайло Стульківський (1919 р. н.), Петро Фофуліт (1910 р. н.), Микола Хмурич (1904 р. н.).  До ОУН та УПА належали Степан Гривняк (1919 р. н.), Іван Сорока (р. н. невід.), Михайло Сорока (1925 р. н.), Дмитро Штогрин (1924 р. н.) й ін.
- За участь в ОУН і УПА жителів хутора Поплави вивезли у Сибір, а житлові будинки знищили.
- На хуторі Мазурському проживало польське населення, яке також депортували в Сибір.
- 12 червня 2020 року, відповідно до розпорядження Кабінету Міністрів України № 724-р «Про визначення адміністративних центрів та затвердження територій територіальних громад Тернопільської області» увійшло до складу Підгаєцької міської громади[2].
- 19 липня 2020 року, в результаті адміністративно-територіальної реформи та ліквідації Підгаєцького району, село увійшло до складу Тернопільського району[3].

## Населення
За переписом населення України 2001 року в селі мешкали 603 особи. 100 % населення вказало своєю рідною мовою українську мову.

## Пам'ятки
Є церква святої Параскеви П'ятниці (1939).
У селі є також пам'ятники та пам'ятки:
- дві могили воякам австрійської армії (1915)
- могилу УСС (1990; мурована)
- пам'ятний знак «Білокриниці — 500» (1990; автор М. Шаль).

## Освіта
Діють загальноосвітня школа І-ІІ ступенів, бібліотека.

## Економіка
Діють:
- сільсько-господарське ТзОВ «Світанок» і «Білокриницьке»
- фермерське господарство «Висока гора».

## Відомі люди
- Теодор П'юрко — письменник і журналіст, греко-католицький крилошанин у Львові.
- Михайло Сорока  — український правозахисник, громадсько-політичний діяч, керівник ОУН-Північ, організатор повстань у таборах ГУЛАГ.
- Василь Галаса  — український громадсько-політичний діяч,  полковник УПА.
- о.Роман Ґаладза — парох парафії УГКЦ Святого пророка Іллі у м. Брамптон, Онтаріо, Канада, батько Лариси Ґаладзи, Надзвичайний і Повноважний Посол Канади в Україні (з 2019).